# 후지필름 X-E1
후지필름 X-E1은 2012년 9월 출시한 후지필름의 미러리스 렌즈 교환식 카메라이다. X-Pro1과 같은 센서 및 자동 초점센서를 탑재했고 더욱 가벼워졌다. 하지만 LCD 성능이 하향됐으며 하이브리드 뷰파인더가 아닌 일반 OLED 전자식 뷰파인더만을 탑재했다는 차이점이 있다.

## 성능
- 1,630만 화소 APS-C X-Trans CMOS 센서
- 교환 가능한 후지필름 X마운트 렌즈 시스템
- 236만화소 OLED 전자식 뷰파인더
- TTL 핫슈 및 싱크 터미널 지원

## 갤러리

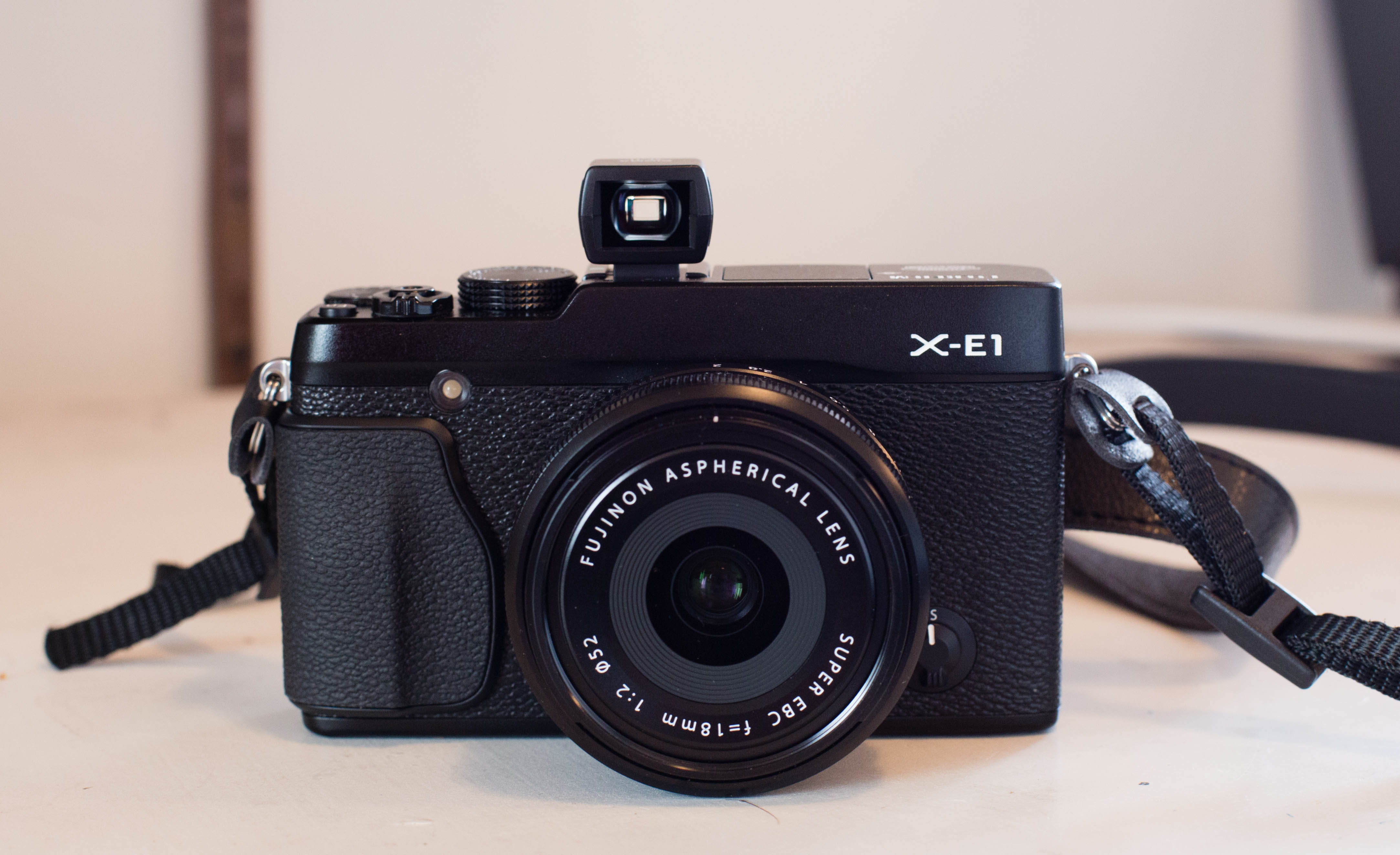
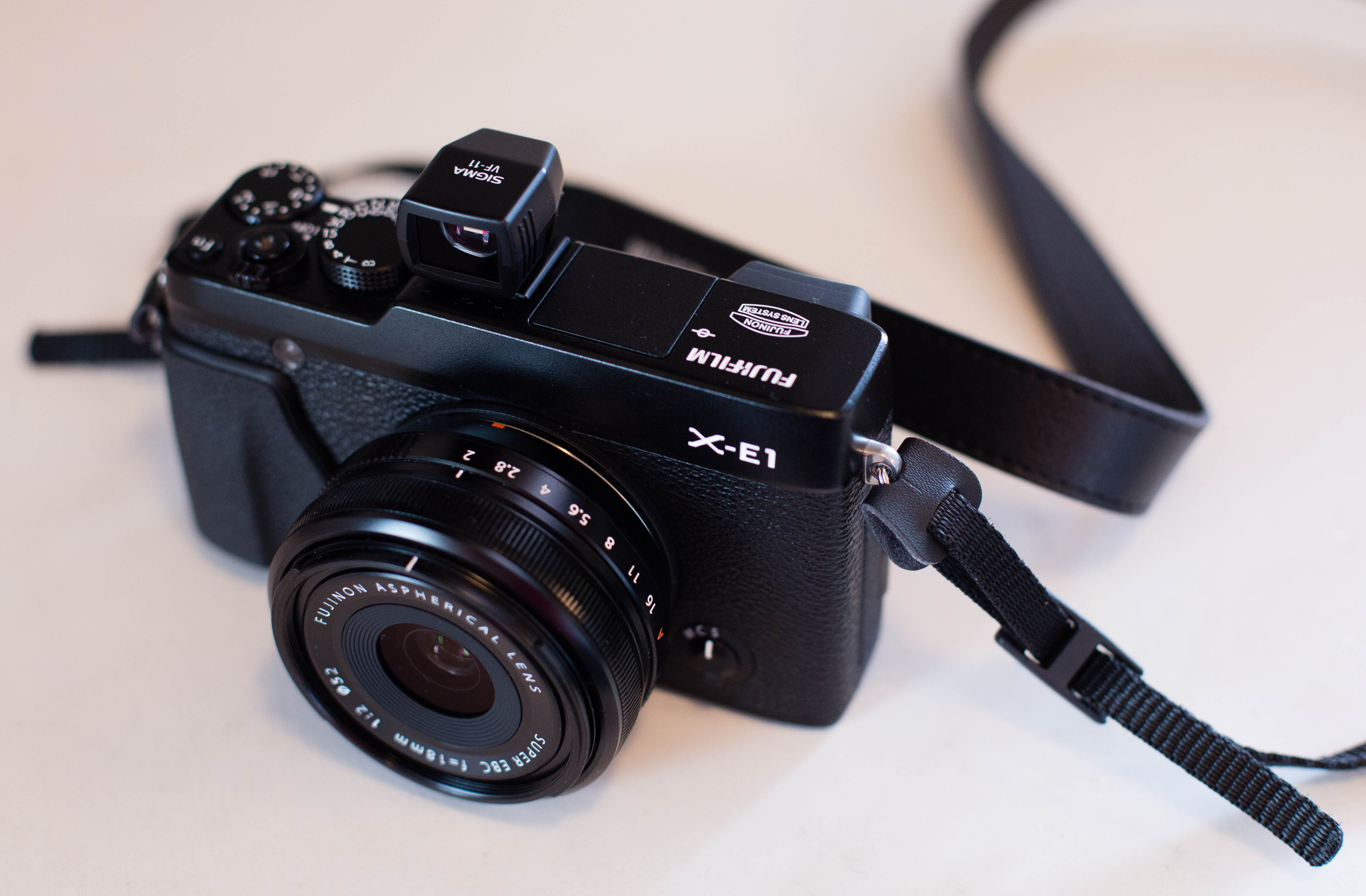
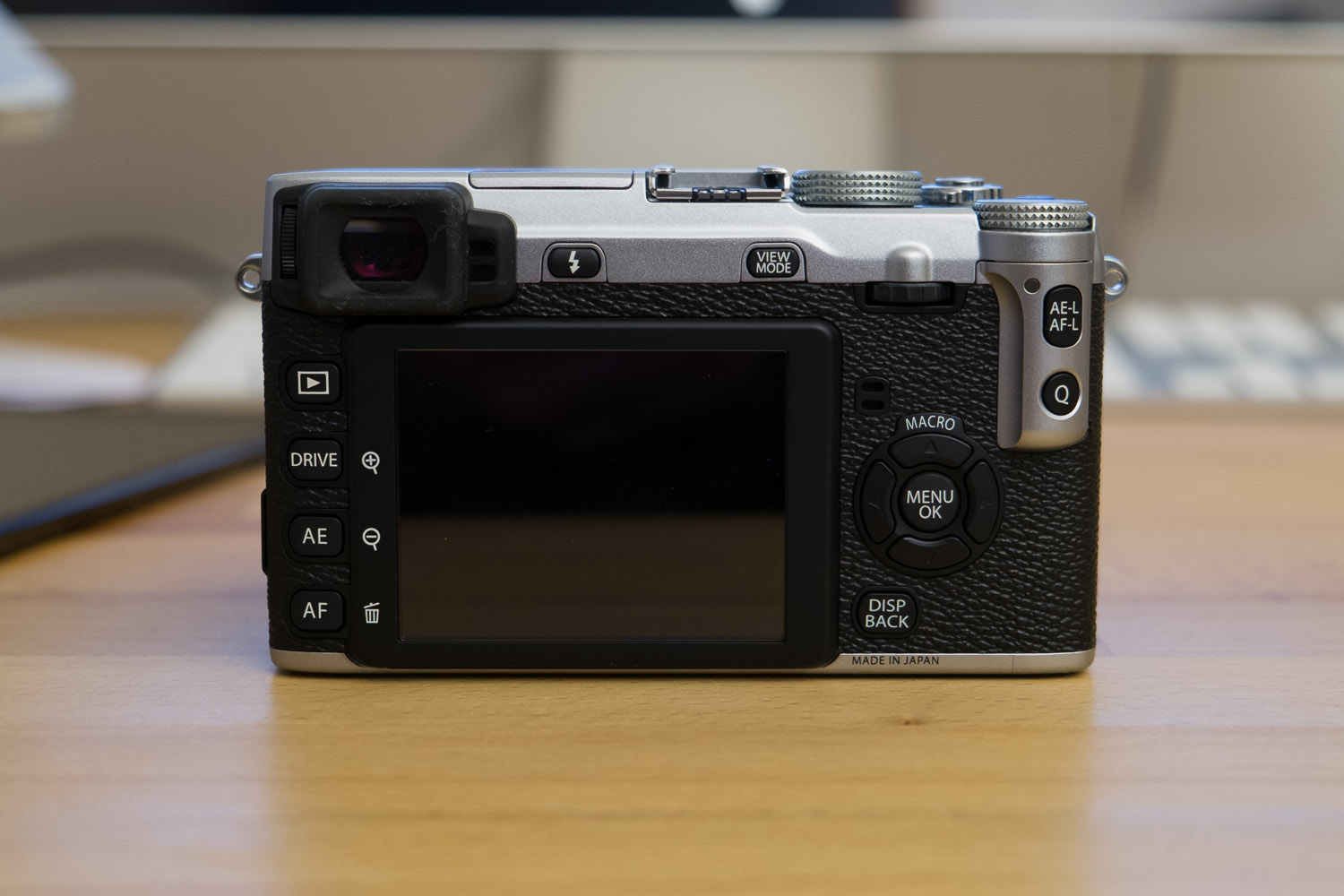
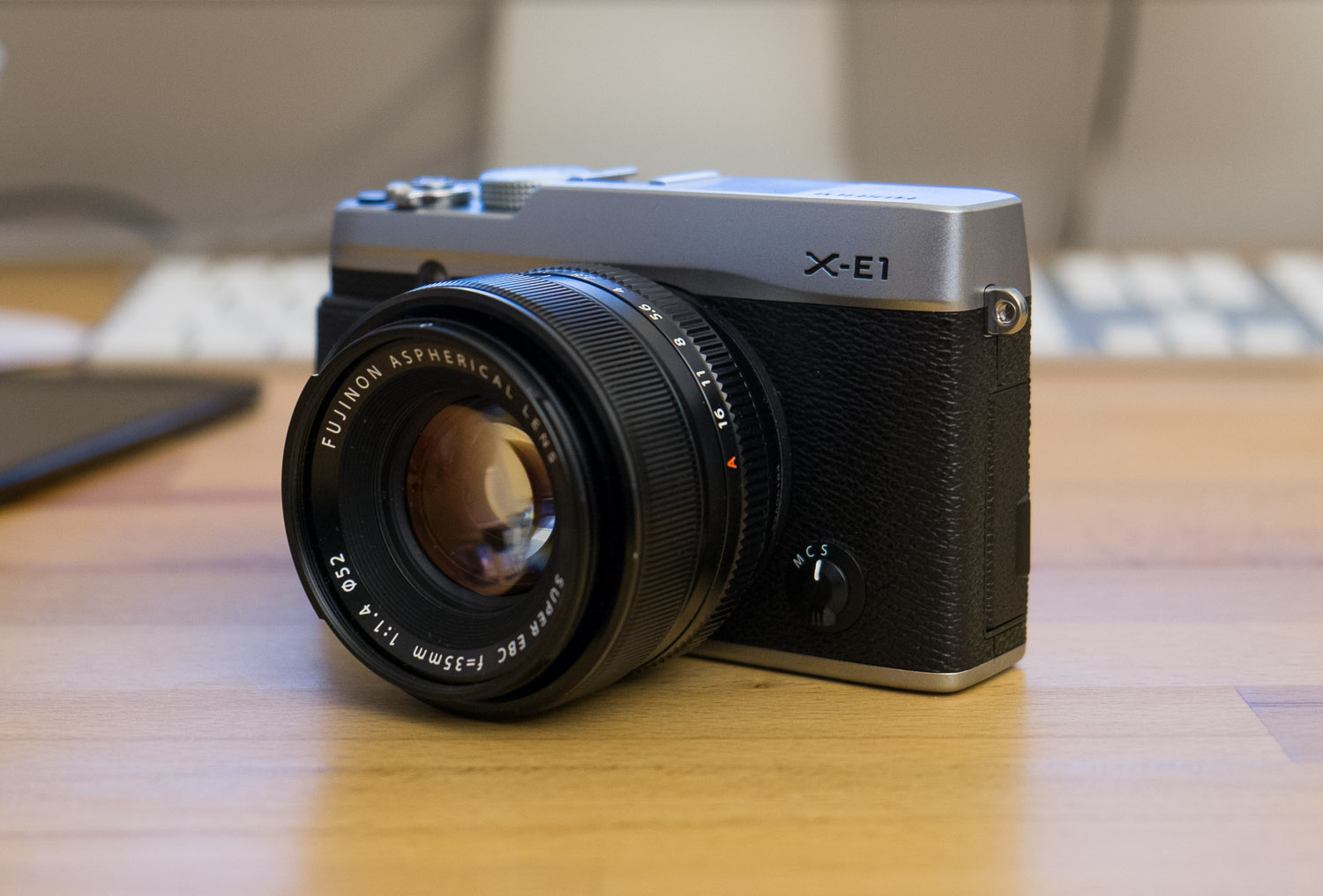
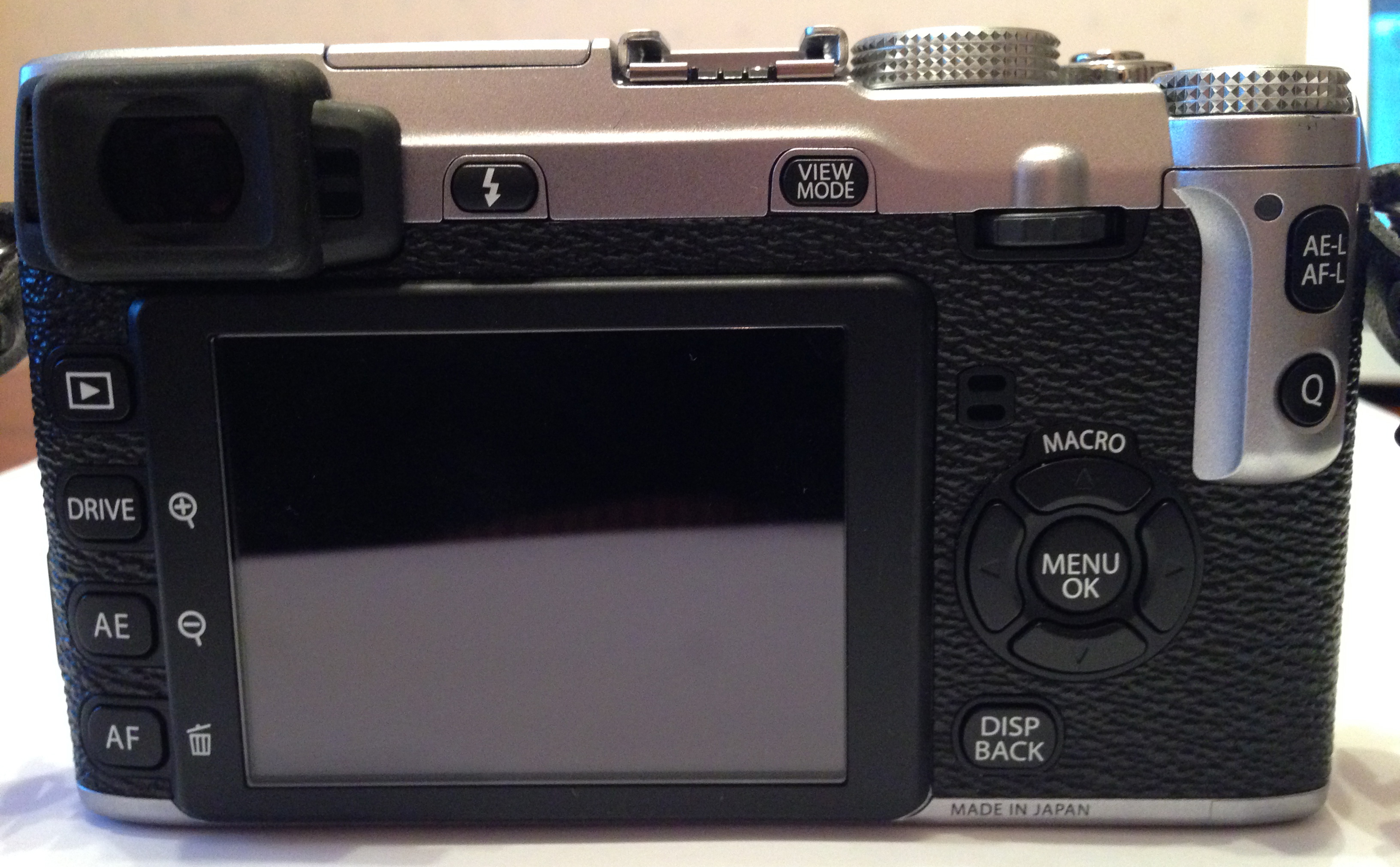

## X-Trans CMOS
X-Trans CMOS 센서는 고해상도의 풀프레임센서만이 좋은 화질을 보여준다는 고정관념을 깬 첫 APS-C 센서이다. 또한 이 센서는 몇몇 풀프레임 카메라보다 더 좋은 해상력을 보여주었는데, 이는 X-Pro1이 안티 에일리어싱필터를 탑재하지 않았기 때문이다. 그럼에도 무아레현상이 발생하지 않는데, X-Trans센서는 RGB센서의 픽셀 배열을 은염필름의 입자와 같이 무작위로 배열했기 때문이다.